# Кук (округ, Міннесота)
Шаблон:StateAbbr_ 47°55′00″ пн. ш. 90°33′00″ зх. д. / 47.916666666667° пн. ш. 90.55° зх. д.
Округ Кук (англ. Cook County) — округ (графство) у штаті Міннесота, США. Ідентифікатор округу 27031.

## Історія
Округ утворений 1874 року.

## Демографія
За даними перепису
2000 року
загальне населення округу становило 5168 осіб, усе сільське.
Серед мешканців округу чоловіків було 2580, а жінок — 2588. В окрузі було 2350 домогосподарств, 1438 родин, які мешкали в 4708 будинках.
Середній розмір родини становив 2,73.
Віковий розподіл населення поданий у таблиці:
| Стать    | До 15 років | 15-21 | 22-29 | 30-39 | 40-49 | 50-65 | 65-85 | Понад 85 |
| -------- | ----------- | ----- | ----- | ----- | ----- | ----- | ----- | -------- |
| Чоловіки | 433         | 203   | 175   | 305   | 466   | 576   | 384   | 38       |
| Жінки    | 416         | 176   | 168   | 314   | 500   | 549   | 379   | 86       |

## Суміжні округи
- Тандер-Бей, Канада — північний схід
- Ківіно, Мічиган — схід
- Онтонагон, Мічиган — південний схід
- Ешленд, Вісконсин — південь
- Лейк — захід
- Рейні-Рівер, Канада — північний захід

## Виноски
1. ↑  US Decennial Census. US Census Bureau. Архів оригіналу за 26 квітня 2015. Процитовано 6 жовтня 2014.
2. ↑  Historical Census Browser. University of Virginia Library. Архів оригіналу за 16 серпня 2012. Процитовано 6 жовтня 2014.
3. ↑  Population of Counties by Decennial Census: 1900 to 1990. US Census Bureau. Архів оригіналу за 4 серпня 2014. Процитовано 6 жовтня 2014.
4. ↑  Census 2000 PHC-T-4. Ranking Tables for Counties: 1990 and 2000 (PDF). US Census Bureau. Архів оригіналу (PDF) за 18 грудня 2014. Процитовано 6 жовтня 2014.
5. ↑  State & County QuickFacts. Бюро перепису населення США. Архів оригіналу за 9 липня 2011. Процитовано 31 серпня 2013.(англ.) Наведено за англійською вікіпедією.
6. ↑  American FactFinder. Бюро перепису населення США. Архів оригіналу за 29 липня 2011. Процитовано 31 січня 2008.

| США | Це незавершена стаття з географії США. Ви можете допомогти проєкту, виправивши або дописавши її. |